# Шварцбурд, Семён Исаакович
Семён Исаа́кович (И́цкович) Шва́рцбурд (11 ноября 1918, Рыбница, Балтский уезд, Подольская губерния — 31 мая 1996, Хайфа, Израиль) — советский математик-педагог. Доктор педагогических наук (1972), профессор, член-корреспондент Академии педагогических наук СССР (1968).
Первый лауреат премии имени К. Д. Ушинского АПН РСФСР. Заслуженный учитель школы РСФСР (1962).

## Биография
Семён Шварцбурд родился в Рыбнице (ныне райцентр Рыбницкого района ПМР) в 1918 году. В детстве переболел полиомиелитом и всю жизнь передвигался на костылях. В 1940 году окончил физико-математический факультет Одесского университета и был оставлен преподавателем на кафедре теоретической механики. В годы Великой Отечественной войны в эвакуации, после войны в Москве работал учителем математики в средней школе. С 1967 года — заведующий лабораторией прикладной математики научно-исследовательского института содержания и методов обучения АПН СССР.
В 1990 году вместе с женой и семьёй дочери эмигрировал в Израиль. Умер в Хайфе 31 мая 1996 года.
С. И. Шварцбурду принадлежит идея создания специализированных физико-математических школ в СССР, за внедрение которой ему присуждена первая премия имени К. Д. Ушинского. В 1959 году он создал в московской школе № 444 первый специализированный математический класс (программистов-вычислителей), а в 1967 году — Московский математический техникум, для которых сам написал учебные и методические пособия. Он был одним из пионеров информатизации общеобразовательных школ. На протяжении 1960-х годов жил вместе с семьёй при школе № 444, в которой преподавал.
С. И. Шварцбурд — автор многочисленных научных работ в области прикладной математики, педагогики, методики обучения, использования в педагогическом процессе вычислительной техники, а также методических пособий для учителей и учащихся, в том числе выдержавших многократные переиздания учебников «Алгебра и математический анализ» для различных классов как общеобразовательных, так и специализированных школ. Учебники С. И. Шварцбурда с соавторами в стереотипном виде переиздаются до сих пор: например, учебник «Математика для 6 класса» выдержал уже 17 переизданий (2007). Кроме того, выступил редактором различных пособий по математике (напр., Гусев В. А., Орлов А. И., Розенталь А. Л. Внеклассная работа по математике в 6—8 классах, 1977—1986), серии сборников «Проблемы математической школы» (1965—1970). Выступал соавтором таких крупных советских математиков как А. Н. Колмогоров, но наиболее длительным и плодотворным стало сотрудничество с Н. Я. Виленкиным.

## Семья
- Отец — Ицик Аврумович Шварцбурд, погиб в 1942 году в Рыбницком гетто. Мать — Ле́я Ни́соновна Шва́рцбурд (12 ноября 1888 — 22 мая 1972, Москва).
- Брат — Борис Исаакович Шварцбурд (3 марта 1908, Рыбница — 3 июля 1979, Москва), доктор технических наук, автор изобретений, учебников и монографий «Задачи по математике для школ с машиностроительной специализацией» (М.: Учпедгиз, 1962, совместно с братом), «Технология производства гидравлических машин» (М.: Машиностроение, 1978).
- Дочь — Людмила Семёновна Шварцбурд (в замужестве Оксман), педагог-математик, автор учебных пособий по математике для средней школы.

## Книги
- С. И. Шварцбурд. Системы уравнений. Издательство АПН РСФСР: Москва, 1955.
- Б. И. Шварцбурд, С. И. Шварцбурд. Задачи по математике для школ с машиностроительной специализацией: пособие для учителей 9—11 классов. М.: Учпедгиз, 1962.
- Е. Дынкин, Н. Крылов, С. Молчанов, А. Сосинский, С. Шварцбурд. Математическая школа. Лекции и задачи (см. здесь). Издательство МГУ: Москва, 1965.
- С. И. Шварцбурд. Математика и естествознание. Проблемы математической школы. Просвещение: Москва, 1969.
- Н. Я. Виленкин, Р. С. Гутер, С. И. Шварцбурд, Б. В. Овчинский, В. Г. Ашкинузе. Алгебра. Учебное пособие для 9-10 классов средних школ с математической специализацией. Просвещение: Москва, 1972.
- Н. Я. Виленкин, С. И. Шварцбурд. Математический анализ. Учебное пособие для IX—X кл. средних школ с углублённым изучением математики. Наука: Москва, 1973 (2-е издание).
- К. И. Нешков, С. И. Шварцбурд. Преподавание математики в 4-5 классах. Просвещение: Москва, 1975.
- С. И. Шварцбурд, О. А. Боковнев. Углублённое изучение алгебры и анализа: Пособие для учителей. Просвещение: Москва, 1977.
- С. И. Шварцбурд. Состояние и перспективы факультативных занятий по математике: Пособие для учителей. Просвещение: Москва, 1977.
- С. И. Шварцбурд, М. П. Ковалёв. Электроника помогает считать. Просвещение: Москва, 1978.
- Н. Я. Виленкин, К. И. Нешков, С. И. Шварцбурд, А. С. Чесноков, А. Д. Семушин. Математика. Учебник для 4-го класса средней школы. Просвещение: Москва, 1979.
- В. В. Фирсов, С. И. Шварцбурд, О. А. Боковнев. Избранные вопросы математики. Просвещение: Москва, 1979.
- С. И. Шварцбурд. Избранные вопросы математики: 10 класс. Факультативный курс. Просвещение: Москва, 1980.
- С. И. Шварцбурд, О. С. Ивашев-Мусатов. Алгебра и начала анализа. Учебное пособие для ПТУ. Мокслас: Вильнюс, 1981.
- Н. Я. Виленкин, А. С. Чесноков, С. И. Шварцбурд. Математика. Учебник для 4 класса средней школы. Москва: Прсвещение, 1984.
- Н. Я. Виленкин, В. М. Оксман, С. И. Шварцбурд. Микрокалькулятор-школьнику. Просвещение: Москва, 1986.
- М. Галицкий, М. Мошкович, С. Шварцбурд. Углублённое изучение курса алгебры и математического анализа. Просвещение: Москва, 1986.
- Н. Я. Виленкин, А. С. Чесноков, С. И. Шварцбурд. Математика. Учебник для 5 класса средней школы. Ганатлеба: Тбилиси, 1988.
- Н. Виленкин., О. Ивашов-Мусатов, С. Шварцбурд. Алгебра и математический анализ. 9, 10 и 11 классы. Просвещение: Москва, 1988.
- Б. Ивлев, А. Абрамов, Ю. Дудницын, С. Шварцбурд. Задачи повышенной трудности по алгебре и началам анализа. Просвещение: Москва, 1990.
- М. Л. Галицкий, М. М. Мошкович, С. И. Шварцбурд. Углублённое изучение алгебры и математического анализа. Просвещение: Москва, 1997.
- Н. Я. Виленкин, О. С. Ивашев-Мусатов, С. И. Шварцбурд. Алгебра и математический анализ для 10 класса: Учебное пособие для учащихся школ и классов с углублённым изучением математики. Просвещение: Москва, 1978 (6-е издание), 1997—2003.
- Н. Виленкин, О. Ивашев-Мусатов, С. Шварцбурд. Алгебра и математический анализ. 11 класс. Учебник. Мнемозина: Москва, 2007.
- Н. Виленкин, В. Жохов, А. Чесноков, С. Шварцбурд. Математика. 6 класс: учебник для общеобразовательных учреждений. Просвещение: Москва, 1994, 2001, Мнемозина: Москва, 2003 (11-е издание), 2004 (13-е издание) и 2007 (17-е издание).
- А. С. Чесноков, С. И. Шварцбурд, В. И. Жохов, Н. Я. Виленкин. Математика: Учебник для 5 класса средней школы. Мнемозина: Москва, 2001 (ряд переизданий под близкими названиями).
- С. И. Шварцбурд, Б. М. Ивлев, С. М. Саакян. Алгебра и начала анализа. Дидактические материалы. 11 класс. Просвещение: Москва, 2001.
- Н. Виленкин, О. Ивашев-Мусатов, С. Шварцбурд. Методические рекомендации по использованию учебных пособий «Алгебра и математический анализ, 10», «Алгебра и математический анализ, 11». Мнемозина: Москва, 2004.
- С. И. Шварцбурд, Б. М. Ивлев, С. М. Саакян. Дидактические материалы по алгебре и началам анализа. 10 класс. Просвещение: Москва, 2006.
- Н. Я. Виленкин, В. И. Жохов, А. С. Чесноков, С. И. Шварцбурд. Подробный решебник по математике к учебнику 5 класса. М.: Просвещение, 2014.